# Патриція Аркетт
Патри́ція (Патріша) Арке́тт (англ. Patricia T. Arquette; нар. 8 квітня 1968, Чикаго, США) — американська акторка та режисерка. 
Аркетт знялася в ряді кінофільмів у 1990-х, але першого значного успіху досягла завдяки головній ролі в серіалі «Медіум» (2005—2011), яка принесла їй премію «Еммі» за найкращу жіночу роль у драматичному телесеріалі у 2005 році. У 2015—2016 роках виконувала провідну роль психологині в телесеріалі «C.S.I.: Кіберпростір». На кіноекрані досягла найбільшого успіху в притчі «Юність» (2014), удостоївшись за роль матері головного героя премій «Оскар», «Золотий глобус», БАФТА та ще безлічі нагород і номінацій.
У 2018 році знялася в мінісеріалі «Втеча з в'язниці Даннемора», до 2019 року працювала над ролями в телесеріалі «Дія», фільмів «Іншість» і «Під скляним ковпаком» та озвученням мультфільму «Історія іграшок 4».

## Життєпис
Народилася 8 квітня 1968 року в Чикаго. Патриція — молодша дочка у великій акторської династії. Дід — Кліфф Аркетт, кінодраматург і актор, батько — Льюїс Аркетт, відомий актор, який знімався переважно в ролях другого плану: «Крик 2», «Танго і Кеш», «Китайський синдром». Брати — актори: Девід і Річмонд, сестри — Алексіс і Розанна, з якою в 15-річному віці Патриція йде з сім'ї. За материнською лінією - російсько-єврейське походження, а за батьківською - франко-канадське. 
Фактурна зовнішність та м'який акцент південки (сім'я після її народження переїхала в Вірджинію) привернули до 17-річної дівчини увагу телепродюсерів і кінорежисерів.
Розпочала кінокар'єру 1987 року, зігравши у фільмі жахів «Кошмар на вулиці В'язів 3: Воїни сну» і комедії режисера Дмитра Логофетіса про приватну школу «Велика розумниця» (Pretty Smart). Популярність прийшла до неї через чотири роки після кінодебюту з виходом на екрани серії яскравих ролей у картинах: «Індіанець, що біжить» (Шон Пенн, 1991), «Справжня любов» (мелодрама Тоні Скотта, 1993) і «Ед Вуд» (роль дружини режисера Еда Вуда, 1994).
Найсильніші акторські роботи наступних років: «Далеко від Рангуна» (1995) в ролі американки, що опинилася в Бірмі під час заворушень, «Біда біду тягне», «Шосе в нікуди» культового режисера Девіда Лінча, (1997), «Прощавай, коханець» Ролана Жоффе (1998), «Стигмати» (1999), «Мітка» (2002). Одна з останніх робіт «Нація фастфуду» (2006) викликала розчарування критики. Новий поворот у творчій кар'єрі принесла участь Патриції у зйомках фантастичного серіалу «Медіум» (2005—2011), де вона грає Елісон Дюбуа, екстрасенса-медіума, що володіє даром бачити померлих і чути їхні голоси. За цей фільм вона була висунута на премію «Сатурн» у номінації «Найкраща актриса серіалу», а у 2005 році стала лауреаткою премії «Еммі» за найкращу жіночу роль у драматичному серіалі.
Кінопресою було найбільш пильно відзначено роботу Аркетт у притчі «Юність» (2014), що принесла їй «Золотий глобус», премію Гільдії кіноакторів США, BAFTA і «Оскар».

## Особисте життя
В 1988 від актора і музиканта Пола Россі, партнера по фільму «Далеко від Рангуна», народила сина Енцо.
Шлюб у 1995 році з Ніколасом Кейджем привернув увагу журналістів.
У 2006—2011 роках у шлюбі з актором і режисером Томасом Джейном, народила дочку Герлоу Олівію Келіоппі.
Переконана демократка. У 2008 році підтримувала кандидатуру Барака Обами на пост президента, у 2016 - Гілларі Клінтон, у 2020 - Джо Байдена.

## Підтримка України
На своїй сторінці в Twitter іноді публікує пости та твіти з засудженням російської агресії проти України та США.

## Фільмографія

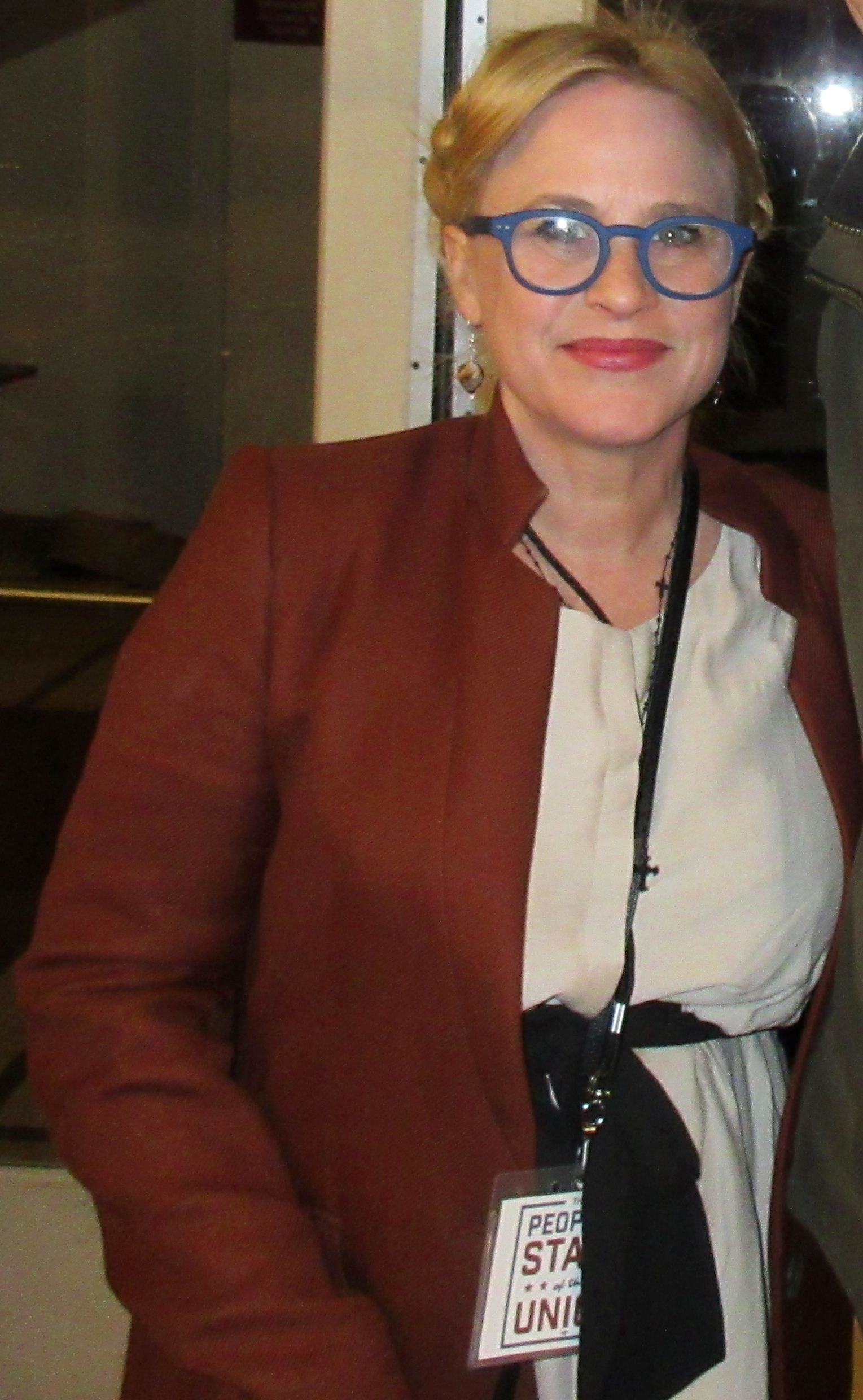
Патриція Аркетт у 2018 р.

### Кінофільми
| Рік  |    | Українська назва                       | Оригінальна назва                             | Роль                          |
| ---- | -- | -------------------------------------- | --------------------------------------------- | ----------------------------- |
| 1987 | ф  | Кошмар на вулиці В'язів 3: Воїни сну   | A Nightmare on Elm Street 3: Dream Warriors   | Крістен Паркер                |
| 1987 | ф  | Красуня-розумниця                      | Pretty Smart                                  | Зеро                          |
| 1988 | ф  | Час вийшов                             | Time Out                                      | Люсі                          |
| 1988 | ф  | Далеко на північ                       | Far North                                     | Джиллі                        |
| 1989 | ф  | Дядечко Бак                            | Uncle Buck                                    | додаткові голоси              |
| 1990 | ф  | Молитва ролерів                        | Prayer of the Rollerboys                      | Кейсі                         |
| 1991 | ф  | Індіанець-утікач                       | The Indian Runner                             | Дороті                        |
| 1992 | ф  | Замітки Манкі Зеттерленда              | Inside Monkey Zetterland                      | Ґрейс                         |
| 1993 | ф  | Попереду одні неприємності             | Trouble Bound                                 | Кіт Каліфано                  |
| 1993 | ф  | Ітен Фроум                             | Ethan Frome                                   | Метті Сільвер                 |
| 1993 | ф  | Справжнє кохання                       | True Romance                                  | Алабама Вітмен                |
| 1994 | ф  | Священний шлюб                         | Holy Matrimony                                | Гавана                        |
| 1994 | ф  | Ед Вуд                                 | Ed Wood                                       | Кеті О'Хара                   |
| 1995 | ф  | За межами Рангуна                      | Beyond Rangoon                                | Лора Боуман                   |
| 1996 | ф  | Біда біду тягне                        | Flirting with Disaster                        | Ненсі Коплін                  |
| 1996 | ф  | Нескінченність                         | Infinity                                      | Арлін Ґрінбаум                |
| 1996 | ф  | Таємний агент                          | The Secret Agent                              | Вінні                         |
| 1997 | ф  | Загублене шосе                         | Lost Highway                                  | Рене Медісон / Еліс Вейкфілд  |
| 1997 | ф  | Нічне чергування                       | Nightwatch                                    | Кетрін                        |
| 1998 | ф  | Прощавай, коханцю                      | Goodbye Lover                                 | Сандра Данмор                 |
| 1998 | ф  | Країна пагорбів і долин                | The Hi-Lo Country                             | Мона Берк                     |
| 1999 | ф  | Стигмати                               | Stigmata                                      | Френкі Пейдж                  |
| 1999 | ф  | Воскрешаючи мерців                     | Bringing Out the Dead                         | Мері Берк                     |
| 2000 | ф  | Ніккі-диявол молодший                  | Little Nicky                                  | Валері Веран                  |
| 2001 | ф  | Природа людини                         | Human Nature                                  | Ліла Джют                     |
| 2001 | мф | Леді та Блудько 2                      | Human Nature                                  | бобер (озвучення)             |
| 2002 | ф  | Мітка                                  | The Badge                                     | Скарлет                       |
| 2003 | ф  |                                        | Deeper Than Deep                              | Лінда Лавлейс                 |
| 2003 | ф  | Скарб                                  | Holes                                         | Кейт Барлоу                   |
| 2003 | ф  | Маленькі пальчики                      | Tiptoes                                       | Люсі                          |
| 2003 | в  |                                        | The Work of Director Michel Gondry            | розділ «Like a Rolling Stone» |
| 2006 | ф  | Нація фастфуду                         | Fast Food Nation                              | Сінді                         |
| 2008 | ф  | Самотня жінка                          | A Single Woman                                | оповідачка                    |
| 2012 | ф  | Важкий вік                             | Girl in Progress                              | міс Армстронг                 |
| 2012 | ф  | Запаморочливі фантазії Чарлі Свона III | A Glimpse Inside the Mind of Charles Swan III | Іззі                          |
| 2013 | ф  | Віджай і я                             | Vijay and I                                   | Джулія                        |
| 2013 | ф  | Джентльмен грабіжник                   | Electric Slide                                | Тіна                          |
| 2014 | ф  | Юність                                 | Boyhood                                       | Олівія Еванс                  |
| 2014 | кф |                                        | 9 Kisses                                      | Жінка в парку                 |
| 2015 | ф  | Наслідувач                             | The Wannabe                                   | Роуз                          |
| 2017 | ф  | Завивка                                | Permanent                                     | Джейн Діксон                  |
| 2019 | мф | Історія іграшок 4                      | Toy Story 4                                   | мама-хіпі (озвучення)         |
| 2019 | ф  | Іншість                                | Otherhood                                     | Джилліан Ліберман             |
| 2023 | ф  |                                        | Gonzo Girl                                    | Клаудія                       |

### Телебачення
| Рік       |    | Українська назва                    | Оригінальна назва                 | Роль                                                          |
| --------- | -- | ----------------------------------- | --------------------------------- | ------------------------------------------------------------- |
| 1987      | тф | Татусь                              | Daddy                             | Стейсі Голдер                                                 |
| 1989      | тф | На межі                             | The Edge                          | зґвалтована жінка                                             |
| 1990      | с  |                                     | CBS Schoolbreak Special           | Дана Маккаллістер (Епізод: "The Girl with the Crazy Brother") |
| 1990      | с  | Тридцять-з-чимось                   | Thirtysomething                   | Стефані (Епізод: "Good Sex, Some Sex, What Sex, No Sex")      |
| 1990      | с  | Аутсайдери                          | The Outsiders                     | Ронда С'ю (Епізод: "The Stork Club")                          |
| 1990      | с  | Байки зі склепу                     | Tales from the Crypt              | Мері Джо (Епізод: "Four-Sided Triangle")                      |
| 1991      | тф | Джон Діллінджер                     | Dillinger                         | Поллі                                                         |
| 1991      | тф | Дика квітка                         | Wildflower                        | Еліс Ґатрі                                                    |
| 1994      | тф | Зраджені коханням                   | Betrayed by Love                  | Діана                                                         |
| 2005—2011 | с  | Медіум                              | Medium                            | Елісон Дюбуа (130 епізодів)                                   |
| 2012      | с  | Закон і порядок: Спеціальний корпус | Law & Order: Special Victims Unit | Джині Кернс (Епізод: "Dreams Deferred")                       |
| 2013—2014 | с  | Підпільна імперія                   | Boardwalk Empire                  | Саллі Віт (10 епізодів)                                       |
| 2014      | с  | CSI: Місце злочину                  | CSI: Crime Scene Investigation    | Ейвері Раян (2 епізоди)                                       |
| 2015—2016 | с  | C.S.I.: Кіберпростір                | CSI: Cyber                        | Ейвері Раян (31 епізод)                                       |
| 2015      | с  | Усередині Емі Шумер                 | Inside Amy Schumer                | камео (Епізод: "Last Fuckable Day")                           |
| 2018      | с  | Втеча з в'язниці Даннемора          | Escape from Dannemora             | Джойс Мітчелл (7 епізодів)                                    |
| 2019      | с  | Вдавання                            | The Act                           | Діді Бланчард (8 епізодів)                                    |
| 2022      | с  | Розрив                              | Severance                         | Гармоні Кобел (9 епізодів)                                    |
| 2023      | с  |                                     | High Desert                       | Пеґґі Ньюман (8 епізодів)                                     |

## Нагороди та номінації
| Нагорода                               | Рік  | Категорія                                                                | Робота                     | Результат |
| -------------------------------------- | ---- | ------------------------------------------------------------------------ | -------------------------- | --------- |
| Оскар                                  | 2015 | Найкраща жіноча роль другого плану                                       | Юність                     | Перемога  |
| BAFTA Film Awards                      | 2015 | Найкраща жіноча роль другого плану                                       | Юність                     | Перемога  |
| Золотий глобус                         | 2006 | Найкраща жіноча роль у телесеріалі — драма                               | Медіум                     | Номінація |
| Золотий глобус                         | 2007 | Найкраща жіноча роль у телесеріалі — драма                               | Медіум                     | Номінація |
| Золотий глобус                         | 2008 | Найкраща жіноча роль у телесеріалі — драма                               | Медіум                     | Номінація |
| Золотий глобус                         | 2015 | Найкраща жіноча роль другого плану                                       | Юність                     | Перемога  |
| Золотий глобус                         | 2019 | Найкраща жіноча роль мінісеріалу або телефільму                          | Втеча з в'язниці Даннемора | Перемога  |
| Золотий глобус                         | 2020 | Найкраща жіноча роль другого плану в серіалі, мінісеріалі або телефільмі | Вдавання                   | Перемога  |
| Еммі                                   | 2005 | Найкраща жіноча роль у драматичному телесеріалі                          | Медіум                     | Перемога  |
| Еммі                                   | 2007 | Найкраща жіноча роль у драматичному телесеріалі                          | Медіум                     | Номінація |
| Еммі                                   | 2019 | Найкраща жіноча роль у мінісеріалі або телефільмі                        | Утеча з в'язниці Даннемора | Номінація |
| Еммі                                   | 2019 | Найкраща жіноча роль другого плану в мінісеріалі або телефільмі          | Вдавання                   | Перемога  |
| Еммі                                   | 2022 | Найкраща жіноча роль другого плану в драматичному телесеріалі            | Розрив                     | Номінація |
| Премія Гільдії кіноакторів США         | 2006 | Найкраща жіноча роль у драматичному телесеріалі                          | Медіум                     | Номінація |
| Премія Гільдії кіноакторів США         | 2007 | Найкраща жіноча роль у драматичному телесеріалі                          | Медіум                     | Номінація |
| Премія Гільдії кіноакторів США         | 2010 | Найкраща жіноча роль у драматичному телесеріалі                          | Медіум                     | Номінація |
| Премія Гільдії кіноакторів США         | 2014 | Найкращий акторський склад у драматичному телесеріалі                    | Підпільна імперія          | Номінація |
| Премія Гільдії кіноакторів США         | 2015 | Найкраща жіноча роль другого плану                                       | Юність                     | Перемога  |
| Премія Гільдії кіноакторів США         | 2015 | Найкращий акторський склад в ігровому кіно                               | Юність                     | Номінація |
| Премія Гільдії кіноакторів США         | 2019 | Найкраща жіноча роль у мінісеріалі або телефільмі                        | Утеча з в'язниці Даннемора | Перемога  |
| Премія Гільдії кіноакторів США         | 2020 | Найкраща жіноча роль у мінісеріалі або телефільмі                        | Вдавання                   | Номінація |
| Премія Асоціації телевізійних критиків | 2019 | Індивідуальні досягнення в драмі                                         | Утеча з в'язниці Даннемора | Номінація |
| Сатурн                                 | 1994 | Найкраща кіноакторка                                                     | Справжнє кохання           | Номінація |
| Сатурн                                 | 2006 | Найкраща телеакторка                                                     | Медіум                     | Номінація |
| Сатурн                                 | 2007 | Найкраща телеакторка                                                     | Медіум                     | Номінація |
| Сатурн                                 | 2022 | Найкраща телеакторка другого плану                                       | Розрив                     | Номінація |